# قراغان
قُراغان (به لاتین: Qorağan) یک منطقه مسکونی در جمهوری آذربایجان است که در شهرستان قاخ واقع شده‌است. قراغان ۱۲۶۲ نفر جمعیت دارد.